# Petr Šlachta
Petr Šlachta (* 1. Januar 1993) ist ein tschechischer Handballspieler.

## Karriere

### Im Verein
Petr Šlachta spielte in Tschechien für HC Zubří. In der Saison 2017/18 spielte er in Ungarn für Dabas KK. Nachdem er kurzzeitig vereinslos war, wechselte er im November 2018 zum deutschen Zweitligisten EHV Aue. Mit Aue stieg er 2022 in die 3. Liga ab und erreichte den direkten Wiederaufstieg. 2024 stiegen sie erneut in die 3. Liga ab.

### In Auswahlmannschaften
Sein Debüt für die tschechische Nationalmannschaft gab er im November 2015 gegen Belgien. Mit Tschechien belegte er bei der Europameisterschaft 2018 den 6. Platz und bei der Europameisterschaft 2020 den 12. Platz.